# Donington Hall

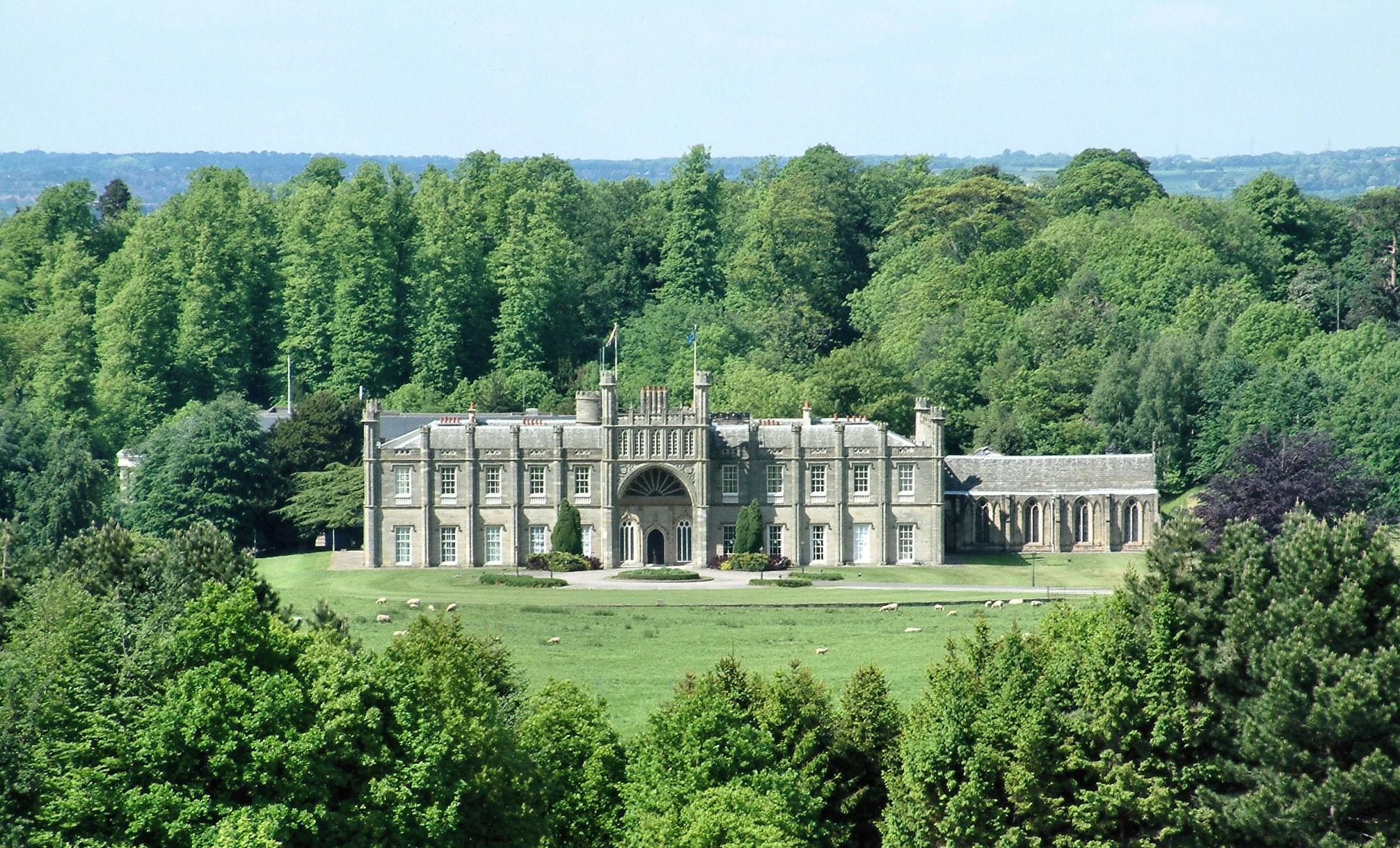
Donington Hall

Donington Hall ist ein Landhaus mit 4,5 km² Grund im Dorf Castle Donington im Nordwesten der englischen Grafschaft Leicestershire. Das Haus in der Nähe des East Midlands Airport diente der Fluggesellschaft British Midland International als Hauptquartier, bis diese am 28. Oktober 2012 in den British Airways aufging.

## Geschichte
Das Haus wurde ab etwa 1790 vom Verputzer und Zeichner William Wilkins für Francis Rawdon-Hastings, 2. Earl of Moira, der 1816 zum Marquess of Hastings ernannt wurde, im neugotischen Stil erbaut. Ab 1902 gehörte das Anwesen der Familie Gillies Shields. Das Landhaus wurde zu Beginn des Ersten Weltkrieges von der britischen Regierung requiriert und in ein Kriegsgefangenenlager umgewandelt. 1915 war dort der deutsche Marineflieger Gunther Plüschow interniert und ihm gelang die einzige erfolgreiche Flucht eines feindlichen Kriegsgefangenen von den britischen Inseln in beiden Weltkriegen.
Alderman John Gillies Shields, J.P., der damalige Eigner des Anwesens, erlaubte 1931 Fred Craner, auf den ausgedehnten Straßen des Anwesens motorsportliche Veranstaltungen abzuhalten. So entstand die Rennstrecke Donington Park. Die Rennstrecke wurde 1939 wegen Beginns des Zweiten Weltkrieges geschlossen und vom Verteidigungsministerium des Vereinigten Königreiches als Depot und Lager für Militärfahrzeuge requiriert.
Da das gesamte Anwesen nach dem Krieg ausgedehnte Renovierungen benötigte, verpachtete die Familie den Grund zur Nutzung durch die Landwirtschaft. Sie behielten das Landhaus, das nach dem Einmarsch der Sowjetarmee in Ungarn 1956 ein Flüchtlingslager für die Ungarn, die in die Midlands flohen, war. In einem Brief an den Daily Telegraph dankten Gillies Shields und Joyce Pearce all denen, die Kleidung, Bücher und Spielzeug für die Kinder spendeten. Sie versprachen, dass sie, sobald die unmittelbare Krise vorüber sein würde, Donington Hall in „ein Heim und eine Schule für Kinder aller Nationalitäten umwandeln [würden], die heute ohne Hoffnung in Vertriebenenlagern in Deutschland leben. Ihre Eltern waren unsere Verbündeten, ihre Leiden sind durch ihre Loyalität für unsere Sache verursacht.“
1971 kaufte Tom Wheatcroft einen Teil des Anwesens, einschließlich der berühmten Vorkriegsrennstrecke, von der Familie Shields für £ 100.000.
1976 kauften die British Midland Airways das Landhaus von der Familie Shields, ließ es renovieren und wandelte es in ihr Hauptquartier um. Der Einzug erfolgte 1982. Die Fluggesellschaft benannte sich dann in British Midland International (BMI) um und beschäftigte 2007 800 Mitarbeiter in Donington Hall.
2012 kündigte die International Airlines Group an, dass sie 1200 BMI-Angestellte entlassen wollte, vorwiegend in der BMI-Hauptverwaltung in Donington Hall. Im März 2013 kaufte dann die Norton Motorcycle Company Donington Hall von der International Airlines Group.